# 桴㯊镇
桴㯊镇，是中华人民共和国贵州省遵义市正安县下辖的一个乡镇级行政单位。
2016年1月29日，贵州省人民政府批复同意正安县部分乡镇行政区划调整，撤销桴㯊乡，设置桴㯊镇。

## 行政区划
桴㯊镇下辖以下地区：
桴㯊村、坪生村、四联村、五汇村、红岩村和桃子坪村。